# Université catholique de Louvain
Université catholique de Louvain – belgijska publiczna szkoła wyższa zlokalizowana w Louvain-la-Neuve. 
Uczelnia powstała w 1968 roku, w wyniku podziału Katolickiego Uniwersytetu w Leuven na część flamandzką i walońską. Niderlandzkojęzyczny Katholieke Universiteit Leuven korzysta z infrastruktury uczelni funkcjonującej w Leuven w latach 1425–1968, podczas gdy francuskojęzyczny Université catholique de Louvain został przeniesiony do nowo zbudowanego kampusu w Louvain-la-Neuve. 
W 1974 roku, pracujący w UCLouvain, Christian de Duve otrzymał Nagrodę Nobla w dziedzinie fizjologii lub medycyny. 
W ramach uczelni funkcjonują następujące jednostki:
- Wydział Architektury i Urbanistyki
- Wydział Ekonomii, Nauk Społecznych i Politycznych i Komunikacji
- Wydział Prawa i Kryminologii
- Wydział Medycyny i Stomatologii
- Wydział Farmacji i Nauk Biomedycznych
- Wydział Filozofii, Sztuki i Literatury
- Wydział Psychologii i Nauk Pedagogicznych
- Wydział Zdrowia Publicznego
- Wydział Nauk Ścisłych
- Wydział Teologii
- Szkoła Inżynierii
- Szkoła Zarządzania.